# Emzar Kvitsiani
Emzar Kvitsiani (en georgiano: ემზარ კვიციანი, en ruso: Эмзар Бекмуразович Квициани; Chjalta, Unión Soviética; 25 de abril de 1961) fue un "señor de la guerra" georgiano de etnia esvana, que gobernó el Valle Kodori entre 1992 y 2006.
Fue el representante plenipotenciario del Gobierno de Georgia en el alto Valle Kodori en Abjasia durante la administración de Eduard Shevardnadze. Con el ascenso al poder de Mijeíl Saakashvili, Kvitsiani rechazó subordinarse al Gobierno georgiano. En el verano de 2006, con el pretexto de desarmar a sus partidarios, Saakashvili envió al Ejército y la Policía para sofocar la rebelión de Kvitsiani.

## Primeros años
Nació en una familia esvana. Realizó estudios superiores de Agricultura, aunque no se sabe exactamente donde, ya que algunas fuentes afirman que fue en Volgogrado, otras que finalizó en 1988 la carrera de Economía en Novosibirsk, y otras en la Escuela de Mando de Kiev.
En la época soviética fue procesado tres veces con cargos criminales por vandalismo, robo y asesinato, aunque el último proceso coincidió con el derrumbamiento de la URSS, quedando el juicio inconcluso.

## Guerra de Abjasia
En los años de la guerra de Abjasia formó una milicia llamada "Monadire" (en georgiano: მონადირე, en ruso: Монадире - "cazadores"), que contó con 350 hombres y luchó contra los independentistas abjasios. 
En octubre de 2001 Emzar Kvitsiani y el comandante checheno Ruslan Gelaev hicieron una incursión infructuosa en la Garganta de Kodori para tomar la parte baja del valle.
Las acciones de Kvitsiani permitieron que, después de la guerra, la zona del Valle Kodori, en Abjasia, permaneciese al menos nominalmente bajo la jurisdicción de Georgia, aunque entre 1993 y 2006 estuvo bajo control personal de Emzar Kvitsiani.

## Gobierno como señor de la guerra
Desde 1998 el "Monadire" tuvo la misión de guardar la frontera existente de facto entre Georgia y la autoproclamada Abjasia. Aunque se encuadró nominalmente en el Ministerio de Defensa georgiano, en la práctica siguió bajo las órdenes de Kvitsiani.
Entre 1996 y 1999 las tropas de Kvitsiani fueron acusadas de participar en robos en el Valle Kodori, incluido el secuestro de los enviados de las Naciones Unidas y funcionarios georgianos de alto nivel. En 1999 Eduard Shevardnadze nombró a Emzar Kvitsiani como autoridad suprema de la zona.

## Revolución de las Rosas e inicio de su caída
En 2003, durante la Revolución de las Rosas, Kvitsiani apoyó al presidente Eduard Shevardnadze, lo que será la razón de su posterior caída en desgracia. En diciembre de 2004 fue despojado del cargo de representante presidencial en el alto Valle Kodori. En mayo de 2005, el ministro de Defensa de Georgia, Irakli Okruashvili, ordenó la disolución del "Monadire" y la baja de Emzar Kvitsiani de las Fuerzas Armadas georgianas. Sin embargo, Kvitsiani desafió las órdenes, y tomó acciones antigubernamentales el 22 de julio de 2006.

## Control del Ejército georgiano del Alto Valle Kodori
El 25 de julio de 2006 el Ministerio del Interior georgiano inició una operación especial en el Alto Valle Kodori contra Emzar Kvitsiani por su insubordinación y la de sus seguidores contra las autoridades georgianas. La operación fue coordinada por el ministro del Interior Vano Merabishvili y el ministro de Defensa Irakli Okruashvili.
El 29 de julio de 2006 el ministro de Interior georgiano afirmó que Kvitsiani estaba oculto en Rusia. Las autoridades georgianas emitieron una orden de busca y captura para Kvitsiani, y se ofreció una recompensa de 55.000 dólares. Por orden judicial se confiscaron sus propiedades, se bloquearon sus intereses comerciales en diferentes zonas de Georgia y le fue embargada su residencia de Tiflis.
La hermana de Emzar Kvitsiani, Nora Kvitsiani, fue detenida en el verano de 2006 en su casa de Chjalta. El 5 de abril de 2007, el juzgado distrital de Zugdidi la encontró culpable de la "creación de una fuerza armada ilegal en el Valle Kodori y malversación de fondos del Estado, y la condenó a seis años de prisión, y la restitución al Estado así como el pago de los daños a las propiedades, cifrado en 75.000 laris georgianos (aproximadamente 45.000 dólares).